# Frans van Limborch
Frans van Limborch (Den Haag, 11 juni 1679 - Den Haag, 20 december 1765) was een Nederlands jurist, die een grote belangstelling aan de dag legde voor de geschiedenis van Den Haag.

## Levensloop
Frans van Limborch was een zoon van Simon van Limborch (1647-1722) en Adriana Panser (1642-1723). Hij trouwde op 31 mei 1712 met Maria de Riemer (geb. 5 maart 1678- overl 30 april 1762). Ze kregen een dochter Adriana van Limborch (geb. 1 maart 1713 te Den Haag - overl. 19 november 1788 te Den Haag). Hij was bij leven 'advocaet fiscael en procureur generael van de graeffelykheidsdomeynen van Holland en West-Friesland'. Hij noemt zichzelf een liefhebber en onderzoeker der Hollandsche oudheden. Hij behoorde tot de intimi van de Rotterdamse jurist en verzamelaar van oudheden Cornelis van Alkemade - hij was een neef van diens schoonzoon Pieter van der Schelling en was een van degenen, voor wie van Alkemade een afschrift van de valse Rijmkroniek van Klaas Kolijn vervaardigde dan wel aan hem uitleende. Hij was bevriend met Mr. Jacob de Riemer, die een groot gedeelte van zijn leven bronnen over Den Haag verzamelde, daartoe aangezet door zijn dorpsgenoot uit Noordwijk, Cornelis van Alkemade, die voor de tweede echt getrouwd was met zijn nicht Johanna de Riemer. Hij overleed op 86-jarige leeftijd.

## Publicaties
- Brief behelzende twee preuven dat het Hof van Holland voor den jaare 1429. is opgeregt. Geschreven aan H.Z.D.V.A.R.D.I.M. / door E.L.E.O.D.H.O. [= Frans van Limborch] Met fraaie ets van het Buitenhof te Den Haag op titelpagina.- Te Leyden a.o., 1717. Achterin een Catalogus van fraaye nieuwe landcaarten, steden, portretten, gebouwen etc. De acronymen staan voor: H.Z.D.V.A.R.D.I.M. = Meester Jacob de Riemer, advocaat voor den zelven Hove (van achter naar voren gelezen); E.L.E.O.D.H.O. = Een liefhebber en onderzoeker der Hollandsche oudheden (= Frans van Limborch).